# Maze War
 (août 2020).
Si vous disposez d'ouvrages ou d'articles de référence ou si vous connaissez des sites web de qualité traitant du thème abordé ici, merci de compléter l'article en donnant les références utiles à sa vérifiabilité et en les liant à la section « Notes et références ».
Maze War (aussi connu comme The Maze Game, Maze Wars, Mazewar ou simplement Maze) est un jeu vidéo sorti en 1974.
Ce jeu est sorti sur Xerox Alto.